# El verano de Picasso
El verano de Picasso es una película de 1969 protagonizada por Albert Finney e Yvette Mimieux. El guion fue escrito por Ray Bradbury (que utilizó el pseudónimo de Douglas Spaulding), basado en su cuento de 1957 "En una temporada de clima tranquilo". 
El director original fue Serge Bourguignon, cuyo montaje preliminar fue rechazado por Warner Bros. Se contrató a otro director, Robert Sallin, para volver a filmar algunas escenas y el final modificado. Incluso con las escenas reelaboradas, la película nunca se estrenó en los cines de Estados Unidos. Se vendió para su distribución a cadenas y estaciones de televisión y Sallin recibió el crédito como director. 
Vilmos Zsigmond, futuro ganador de un Óscar, fue el director de fotografía.

## Trama
George Smith es un joven arquitecto de San Francisco que se siente aburrido y deprimido después de terminar un proyecto en el que siente que su contribución fue de poca importancia. Después de que George y su esposa Alice asistan a una fiesta vacía, George revalúa su vida. Admira a Pablo Picasso, un artista que persigue sus sueños con abandono. De repente, George siente una necesidad imperiosa de conocer a Picasso y lleva a Alice en un viaje repentino a Francia. Llegan al sur de Francia y llegan a la puerta de su villa sólo para enterarse de que Picasso no recibe visitas.
Después de una cena deprimente, George se retira a un bar mientras Alice regresa al hotel. A la mañana siguiente, George regresa con un francés del que se ha hecho amigo y ambos están ebrios. Sin embargo, la búsqueda obsesiva de George ha comenzado a molestar a Alice. Ella se niega a acompañarlo a España para encontrar a un famoso torero amigo de Picasso que puede organizar un encuentro con él. George tiene peripecias en España con el matador mientras Alice deambula sola por la ciudad francesa. Ella conoce a un pintor ciego y a su esposa, quienes la invitan a cenar a su casa y le regalan uno de sus cuadros.
George regresa, completamente decepcionado porque su gran búsqueda no ha dado resultados. Se disculpa con Alice por llevarla a unas vacaciones tan miserables. Se dan un último baño en la playa antes de alejarse caminando hacia la puesta de sol, sin darse cuenta de que Picasso está en la misma playa con su familia a unos cientos de metros de distancia, dibujando figuras fantásticas en la arena.

## Reparto
- Albert Finney como George Smith
- Yvette Mimieux como Alice Smith
- Luis Miguel Dominguín como él mismo (el torero)
- Theo Marcuse como El Anfitrión
- Jim Connell como El Artista
- Sopwith Camel como La banda en la fiesta
- Peter Madden como el hombre ciego
- Tutte Lemkow como Borracho
- Graham Stark como cartero
- Marty Ingels como hombre en la fiesta
- Bee Duffell como turista alemana

## Música
La partitura fue compuesta por Michel Legrand e incluye la canción "Summer Me, Winter Me". Aparece en su forma instrumental en el álbum de la banda sonora (junto con la música de Legrand para Summer of '42). Sin embargo, en su versión vocal, con texto de Alan y Marilyn Bergman, ha sido grabada por muchos artistas, entre ellos Barbra Streisand, Sarah Vaughan, Frank Sinatra, Johnny Mathis, Kiri Te Kanawa y Morgana King . 